# Sabina
La Sabina è una regione storico-geografica dell'Italia centrale, storicamente da considerarsi come la terra abitata dai Sabini, da cui prende il nome, popolazione preromana indoeuropea di ceppo osco umbro, geograficamente posta tra Umbria, Lazio e Abruzzo, delimitata dal corso del fiume Tevere a sud-ovest, dal fiume Nera a nord-ovest, dagli Appennini a nord-est e dal fiume Aniene e dal Cicolano a sud-est, attraversata dall'antica via Salaria (oggi SS4 Salaria).

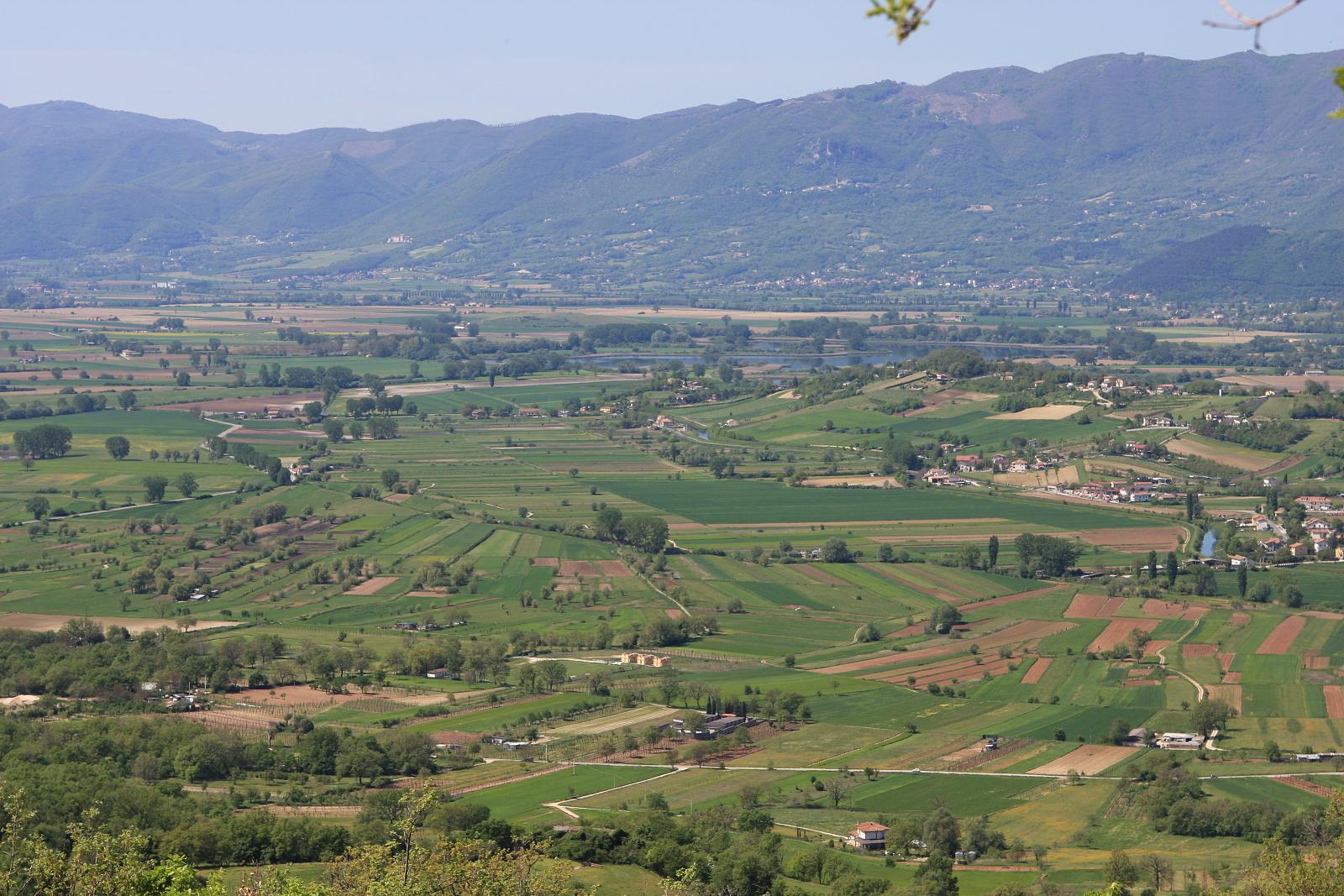
La Piana di Rieti vista da Poggio Bustone

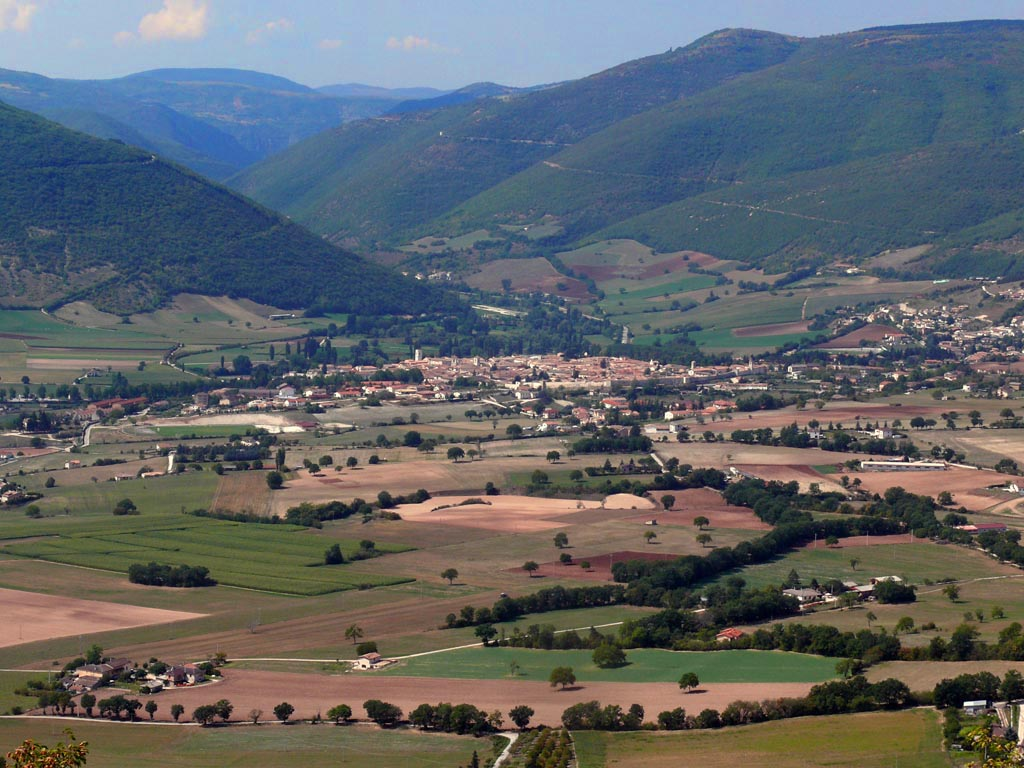
L'altopiano di Norcia (Nursia), situata nella cosiddetta “Alta Sabina”, e sullo sfondo l'Appennino umbro-marchigiano

## Territorio
La regione anticamente abitata dai Sabini si sviluppa sull'asse sud-ovest-nord-est a partire dal Tevere e fino allo spartiacque appenninico con le Marche:
(Giuseppe Antonio Guattani)
Questa accezione della Sabina comprende un ampio territorio, oggi amministrato da circa novanta comuni divisi in quattro regioni:
- Lazio, con tutta l'odierna provincia di Rieti tranne il Cicolano,[nota 2] e svariati comuni della Città metropolitana di Roma (Sabina romana), tra la riva sinistra del Tevere e la riva destra dell'Aniene (odierni comuni di Montorio Romano, Montelibretti, Moricone, Monteflavio, Nerola, Guidonia Montecelio, Fonte Nuova, Marcellina, Mentana, Monterotondo, Montorio Romano, Palombara Sabina, Sant'Angelo Romano, San Polo dei Cavalieri, nonché alcune aree estreme del comune di Roma).[nota 3][2]. Anche la Valle del rio Licenza rientra in quel territorio, dominato dai Monti Lucretili e delimitato dalla sponda destra del fiume Aniene, tradizionalmente indicato come Sabina, includendo gli attuali comuni di Licenza, Percile, Roccagiovine e Vicovaro;[3][4][5]

- Umbria meridionale, con alcuni comuni a sinistra del fiume Nera (Cascia, Norcia - l'antica Nursia -, Monteleone di Spoleto, Preci fino a Monti Sibillini);
- Abruzzo: l'alta Valle dell'Aterno (area dell'antico municipio di Forum Decii: odierni comuni aquilani di Campotosto, Capitignano, Montereale)[6] fino all'Aquila (area limitrofa all'antica città di Amiternum: frazioni di San Vittorino, Coppito, Pettino e limitrofe nel comune de L'Aquila, e i comuni di Barete, Cagnano Amiterno, Lucoli, Pizzoli, Scoppito, Tornimparte, tutti in Provincia dell'Aquila). Alcune aree interne del teramano potrebbero essere ricomprese nel territorio dei Sabini, per il ritrovamento di alcune stele epigrafiche sepolcrali rinvenute nella media ed alta valle del fiume Vomano - a Cermignano e a Penna Sant'Andrea - e nella  media valle del fiume Tordino, a Bellante, che in scrittura sud-picena definiscono l'appartenenza dei cippi funerari al popolo dei "Safinim".
- Marche, con una piccola area al confine con l'Umbria, in Provincia di Macerata, afferente al bacino idrografico del Nera (comuni di Castelsantangelo sul Nera, Ussita e Visso, compresi in età augustea sotto il municipio di Nursia).[6]

Con il medioevo e l'epoca moderna il territorio della Sabina perse la propria unità e fu diviso nel suo cuore dal confine tra Stato della Chiesa, che controllava Rieti e la parte a sud-ovest, e Regno di Napoli, che controllava Cittaducale e la parte a nord-est. Se quest'ultima parte formò il distretto di Cittaducale e fu assimilata all'Abruzzo, quella in territorio pontificio invece continuò a livello amministrativo ad essere chiamata Sabina (nonostante escludesse i territori anticamente parte della Sabina ed all'epoca in mano ai Borboni), causando una parziale modifica del significato del termine, che in questa accezione esclude tutta l'alta valle del Velino e l'amatriciano ed indica un territorio dello Stato Pontificio dai confini piuttosto variabili, esteso da Rieti e Valle del Turano fino al Tevere e Aniene.
La riunione politica dei territori sabini avvenne solo nel 1927, con l'istituzione della provincia di Rieti che però escludeva la Sabina romana (nonché - ovviamente - i territori dove nel frattempo erano sorte e si erano sviluppate le città di L'Aquila e Terni) ed al contrario includeva la valle del Salto ed il Cicolano che storicamente è più affine alla Marsica.
La Sabina è attraversata dai monti Sabini, che la dividono in Alta Sabina (Rieti, la parte a nord-est, la Sabina umbra ed abruzzese) e Bassa Sabina (la parte a sud-ovest e la Sabina romana); questa divisione è ripresa anche dall'organizzazione territoriale ecclesiastica, che divide la Sabina nella diocesi di Rieti (alta Sabina e Cicolano) e diocesi di Sabina-Poggio Mirteto (bassa Sabina e Sabina romana), ad eccezione per il comune di Vacone che rientra nel territorio della  Diocesi di Terni-Narni-Amelia,  e da quella dell'infrastruttura telefonica (prefissi 0746 e 0765).
Attualmente il coronimo è talvolta usato impropriamente per connotare l'intera provincia di Rieti, che per quanto detto sopra non rappresenta appieno né la Sabina antica (che è più estesa e non include il Cicolano), né la Sabina divisione amministrativa pontificia (che non includeva né il Cicolano né l'alta valle del Velino).
Ancor più improprio è il suo uso per indicare un'area pianeggiante su ambo le sponde del Tevere tra le province di Rieti e Roma (escludendo non solo Rieti e l'alta Sabina, ma anche quei comuni della Bassa Sabina arroccati sui monti tra Rieti ed il Tevere), per fare riferimento ad un'area ben collegata a Roma (autostrada, ferrovia) oggetto negli ultimi anni di notevole sviluppo economico ed immigrazione da Roma, in controtendenza al resto della Sabina vera e propria..

## Storia

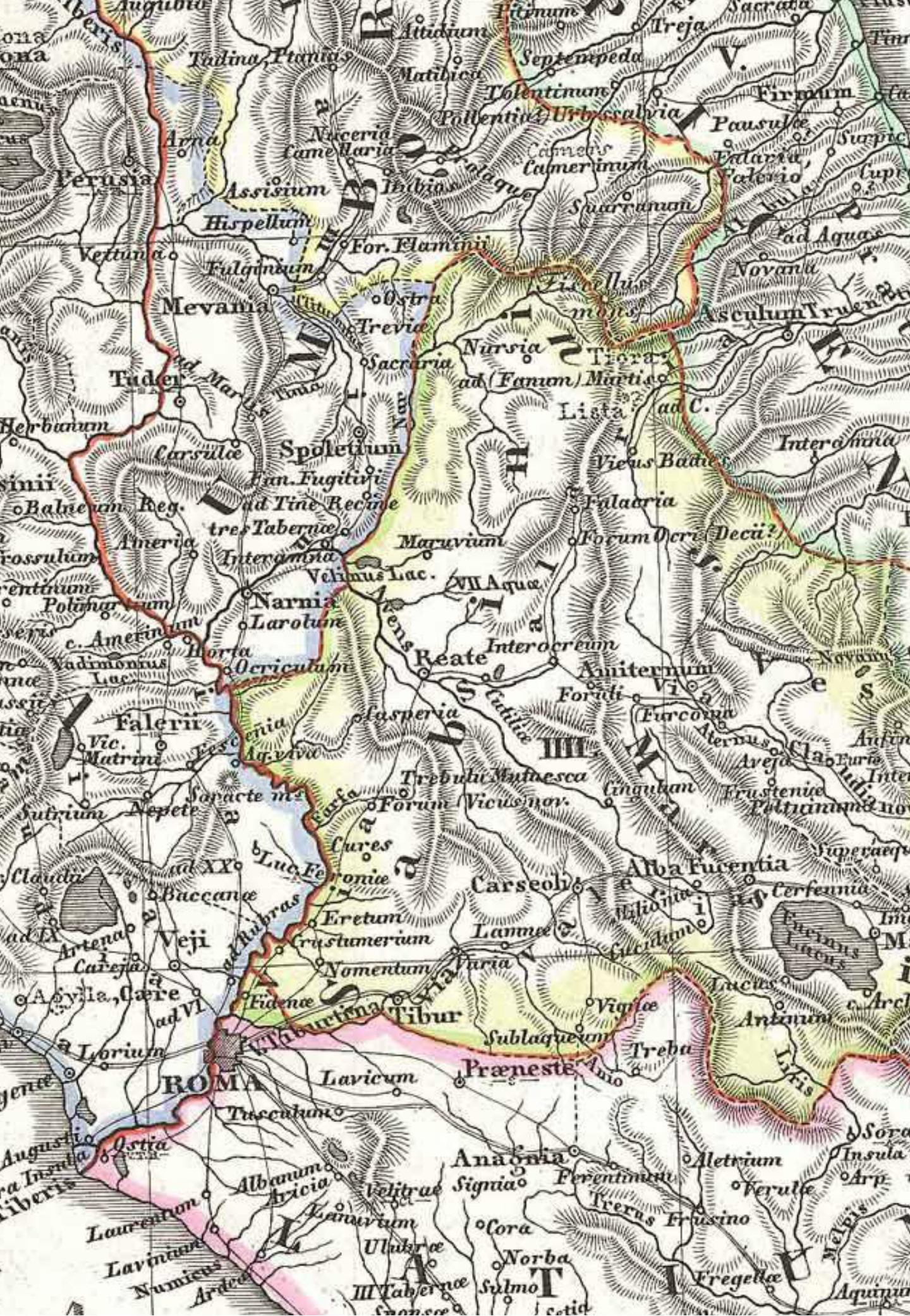
L'antica Sabina

Secondo Dionigi di Alicarnasso, i primi abitatori della regione, che in seguito sarebbe stata identifica come Sabina, furono gli Aborigeni, che vi fondarono diverse città, in gran parte di difficile collocazione, tra le quali la capitale Lista (forse localizzata nel territorio di Cittaducale, distrutta dai Sabini provenienti da Amiternum).

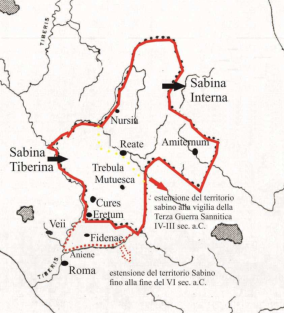
Estensione Sabina tra VI e III secolo a.C.

Dionigi narra come il territorio abitato dagli Aborigeni venne conquistato dai Sabini: a questo popolo si deve la fondazione di molti centri, il più importante dei quali era Cures. 

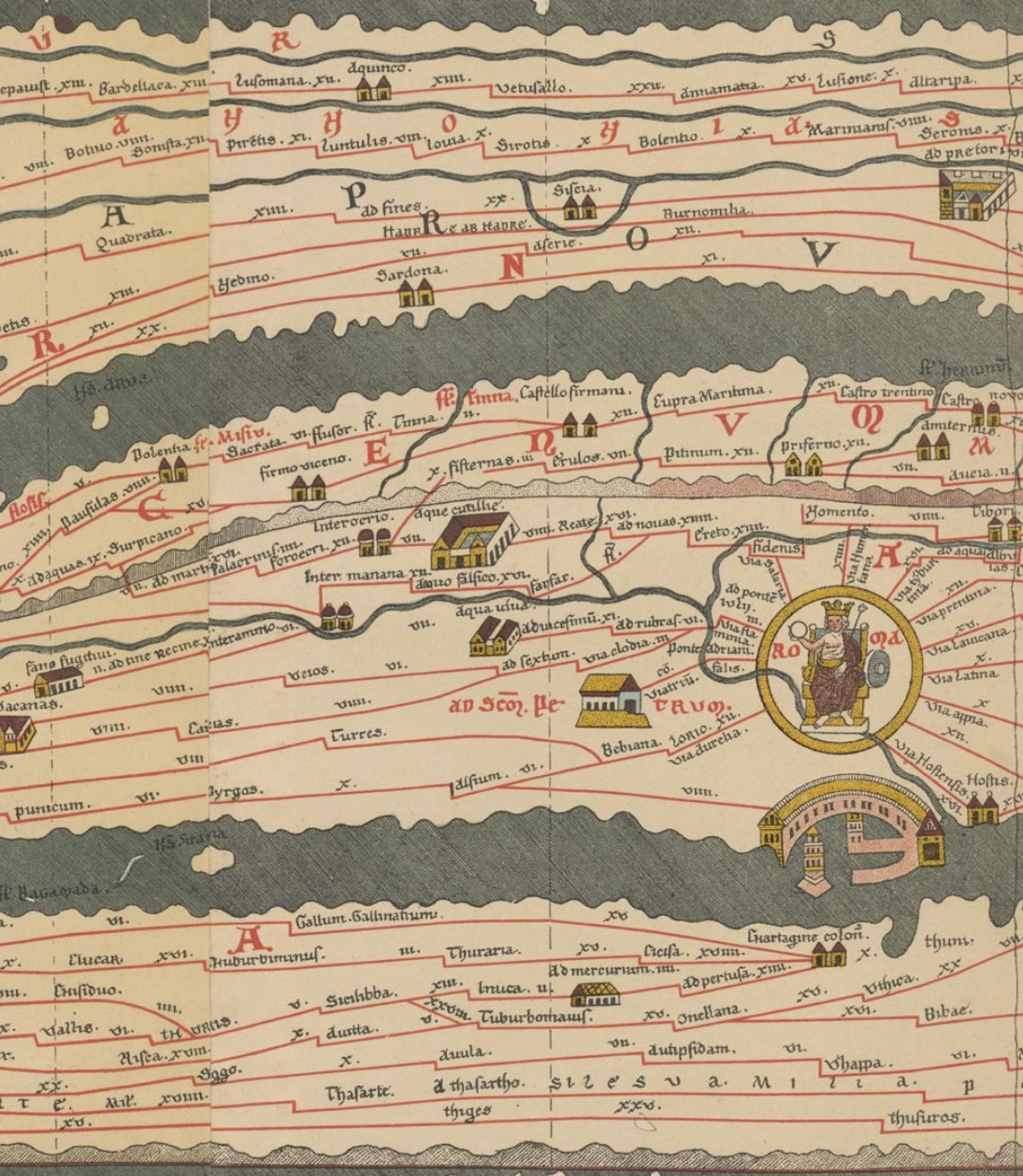
particolare della Tabula Peutingeriana che mostra Roma e la via Salaria che attraversa la Sabina

I primi contatti dei Sabini con Roma si perdono nella leggenda, anche se è certo che Romani e Sabini furono per lungo tempo in perenne guerra reciproca e che tra i due popoli sia avvenuta una compenetrazione, tanto che da un certo momento i Sabini si insediarono sul colle Quirinale, contribuendo notevolmente alla crescita ed al rafforzamento di Roma.

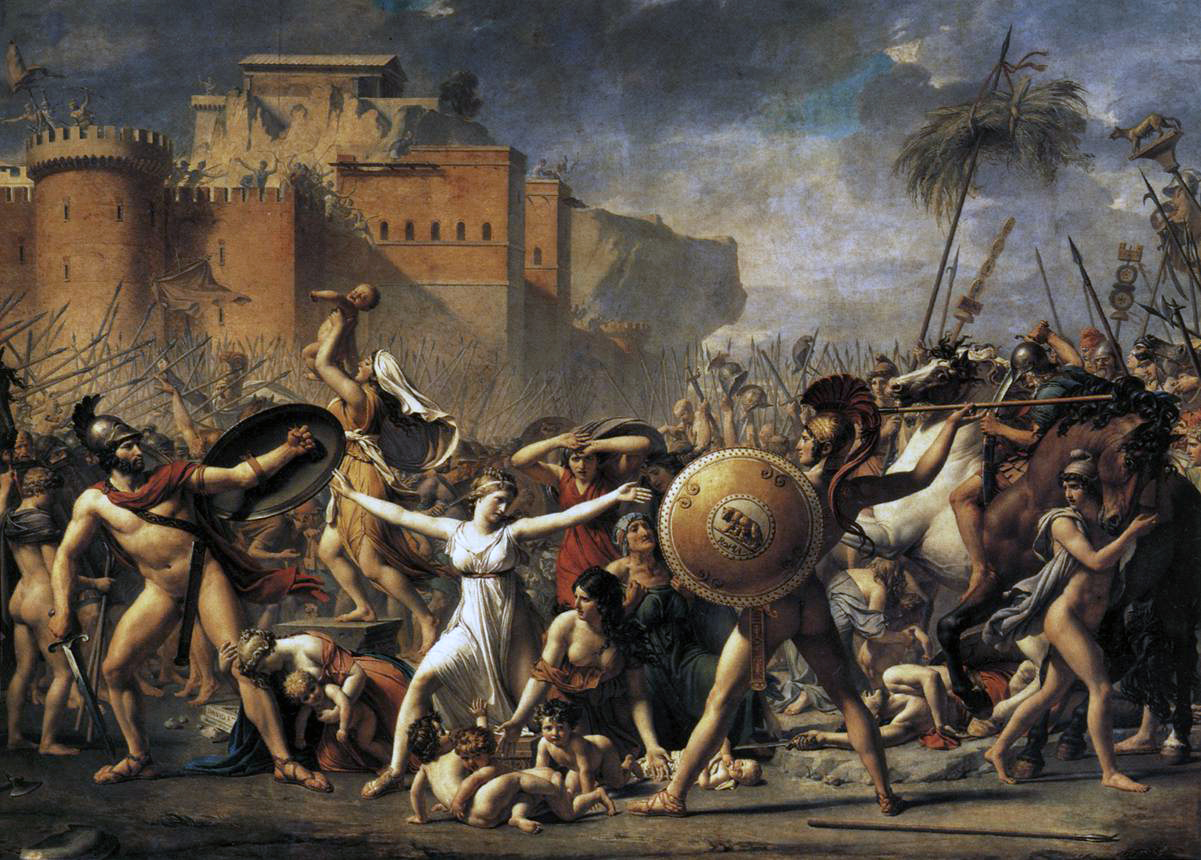
L'intervento pacificatore delle donne Sabine rapite nel dipinto Le Sabine (1799) di Jacques-Louis David

La leggenda del ratto delle Sabine fa risalire i rapporti tra i due popoli immediatamente dopo la fondazione di Roma, quando Romolo, in cerca di alleanze e di donne con cui popolare la città, rapì con l'inganno le donne dei Sabini scatenando la guerra fra Roma e i popoli vicini, dei quali solo i Sabini rimanevano invincibili. La battaglia del lago Curzio fu interrotta solo quando le donne rapite si gettarono fra le armi dei contendenti, imponendo la tregua fra Romolo e Tito Tazio e la nascita di una collaborazione fra i due popoli. Secondo una versione più prettamente storica, fu la continua ricerca di pascoli di pianura che spinse i Sabini a premere sul territorio di Roma e ad insediarsi sul Quirinale.
Ad ogni modo i Sabini, annoverati nella tribù romana dei Tities, espressero due Re di Roma (Numa Pompilio e Anco Marzio) e diedero origine ad alcune tra le gens romane più antiche (Curtia, Pompilia, Marcia, Claudia, Valeria e Hostilia).

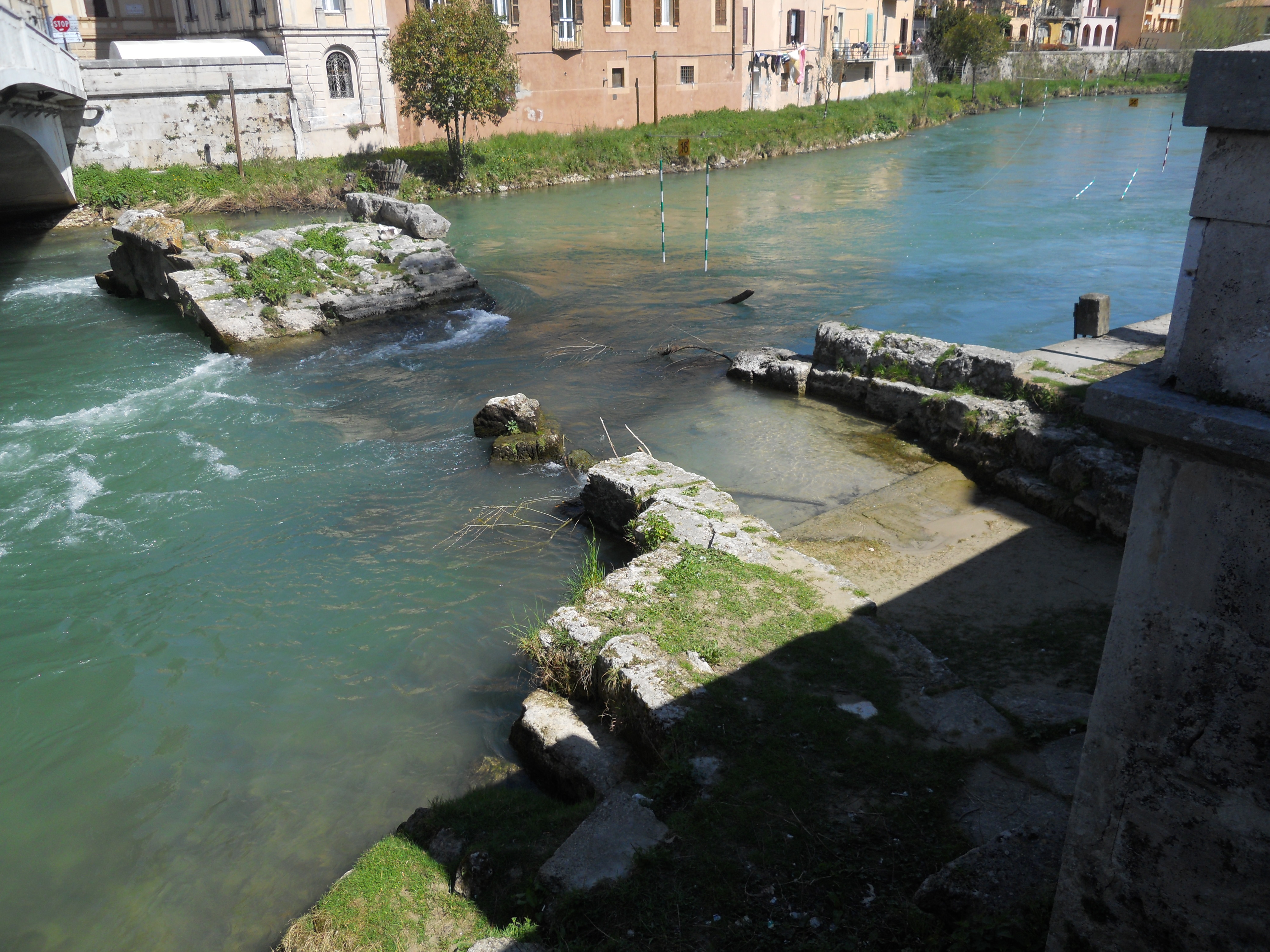
I resti del Ponte romano di Rieti

Nonostante coabitassero all'interno delle stesse mura, nel corso dei secoli rimasero forti i contrasti tra Romani e Sabini, e sono numerose le guerre ed azioni militari degli uni contro gli altri, conflitti vinti perlopiù dai romani. Il territorio del futuro municipio di Forum Novum, nella Sabina tiberina, fu conquistato nel 303 a.C e iscritto successivamente alla tribù Crustumina. Il resto della Sabina fu definitivamente assoggettata a Roma nel 290 a.C dopo la vittoria di Sentino del 295 a.C. per opera del console Manio Curio Dentato. Alla popolazione Sabina fu offerta la cittadinanza romana senza diritto di voto, ma già nel 268 a.C. gli fu concessa la cittadinanza romana con l'inclusione in due nuove tribù, la Quirina e la Velina. Al console Manio Curio Dentato si deve anche la bonifica dell'antico lacus Velinus, operata facendo confluire le acque nel vicino fiume Nera e dando così vita alla cascata delle Marmore, che permise la coltivazione sull'ampia pianura fertile della Piana Reatina.
Nella divisione augustea dell'Italia fu compresa nella Regio IV, il Sannio, divisa in sette municipi secondo Plinio: Forum Novum, Cures, Trebula Mutuesca, Reate, Forum Decii, Amiternum e Nursia 
Ai Romani si deve la fondazione di diverse città e numerose ville.
Con la riforma amministrativa di Diocleziano, la Sabina entrò a far parte della provincia Valeria.
Nel Medioevo, il territorio venne diviso: una parte, conquistata dai Longobardi, venne annessa al Ducato di Spoleto, la parte restante (corrispondente all'odierna Sabina romana) rimase soggetta al Ducato Romano.
Con la nascita dello Stato della Chiesa, fu per un periodo governata direttamente dal pontefice, in seguito affidata a famiglie nobiliari, che istituirono diverse divisioni territoriali, fra le quali la Contea di Sabina e il patrimonium Sabinense. La provincia pontificia della Sabina risale ufficialmente al 1605, con sede dei rettori a Collevecchio, durante il pontificato di Paolo V (1605-1621), che riprese il controllo diretto sul suddetto territorio.
- PAULUS V P.MAX/PROVINC.SAB IN GUBERN. ERETICA/JO ANT. MAXIMO V.S.R. PRAEFECTUS / FORUM APTAN. CARCERES/COSTRUEND. MANDAVIT/A. D. MDCV
- Paolo V Pont. Mass/ dopo la costruzione della provincia sabina, ordinò al governatore Giovanni Antonio Massimo di organizzare le carceri e il tribunale. Nell'anno del signore 1605.

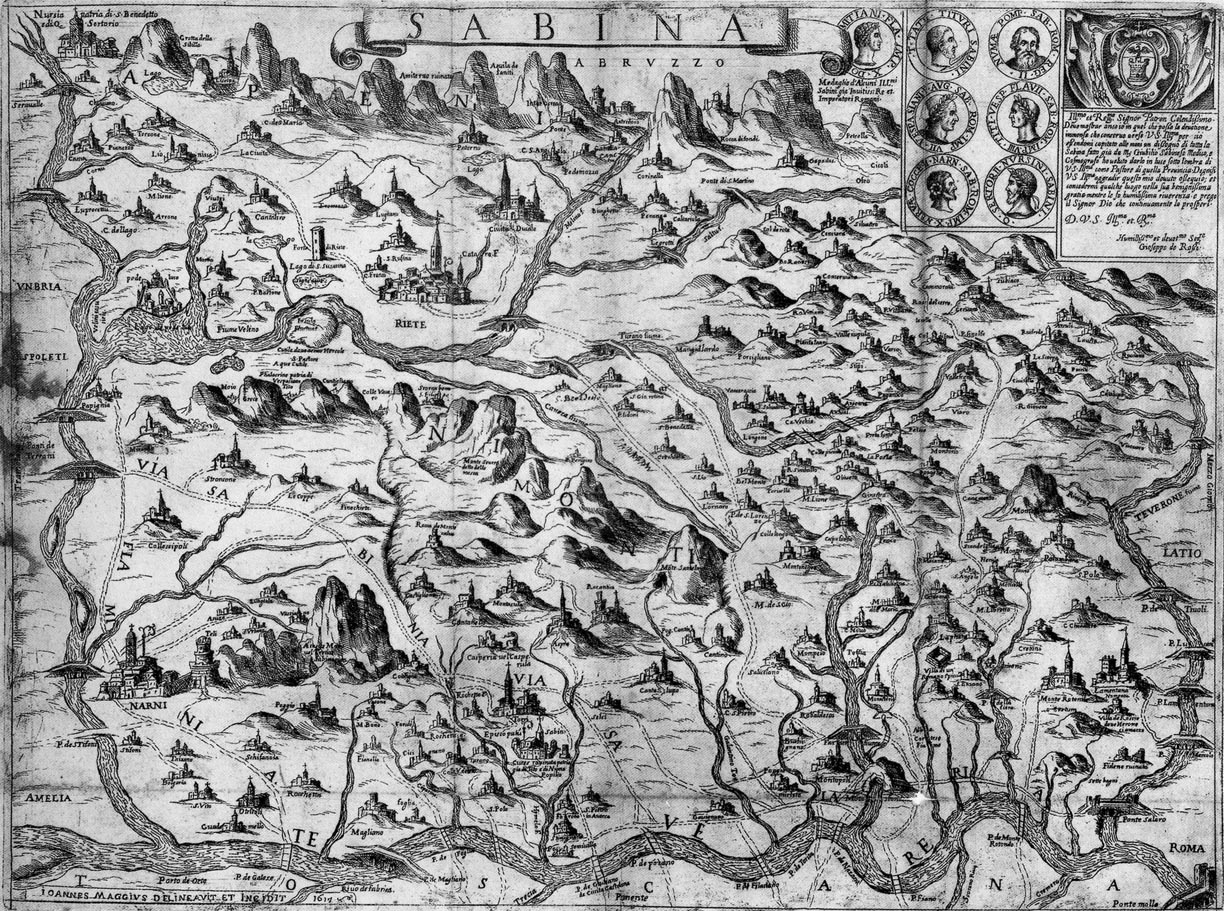
Mappa della Sabina del Giubilio 1617

Con il riordino delle Circoscrizioni Provinciali varato nel 1927, nel tentativo di ridare unità alla Sabina, il governo Mussolini istituì 17 nuove province tra cui la provincia di Rieti. La nuova provincia fu ottenuta unendo il territorio del circondario di Rieti (che era stato parte della provincia di Perugia dall'unità d'Italia fino al 1923, e in quel momento era parte della provincia di Roma) con il territorio dell'ex circondario di Cittaducale (già parte della provincia di Aquila degli Abruzzi); restarono esclusi da questa nuova provincia i comuni della Sabina romana, nonché i territori anticamente afferenti alle città di Amiternum e Nursia.

### Stemma
Lo stemma della provincia sabina, le cui prime testimonianze risalgono al 1600, si presentava di color verde con una sbarra di color argento riportante tre gruppi di tre anelli intrecciati; è all'origine dell'odierno stemma della provincia di Rieti.

## Musica
La Sabina Romana è stata per parecchi anni luogo di residenza di moltissimi artisti di fama internazionale sia per la bellezza del territorio che per lo spostamento in Via Tiburtina della sede della Casa Discografica RCA Italia. Alcuni musicisti, compositori, parolieri, cantanti dopo la crisi della RCA e l'acquisizione da parte di BMG Ariola hanno preferito trasferirsi altrove, ma molti sono rimasti sul territorio.
Una figura del mondo della musica legata al territorio della Sabina, e precisamente Poggio Bustone, è Lucio Battisti.
Il gruppo de I ratti della Sabina ha fatto un punto d'orgoglio la provenienza dalla Sabina, spesso cantando in dialetto e narrando storie e leggende della loro terra. Anche il gruppo Area765 deve il nome al prefisso telefonico 0765 della bassa Sabina, marcando ancora il legame con la terra di provenienza.

## Economia e società
La Sabina, se riunita, ospita al 31 dicembre 2 021 205 994 abitanti, di questi l'11,3% è composta da giovani (0-14 anni), il 62,7% da adulti (15-64 anni) e il 25,8% da anziani (più di 65 anni). Il territorio si estende per 2747 km quadrati e ha un Prodotto Interno Lordo nominale stimato al 2021 di circa 5,4 miliardi di Euro (26350 euro pro capite), equivalenti a 6,4 miliardi di dollari . L'economia sabina si basa ancora molto sull'agricoltura (famosa è la sua produzione di olio d'oliva DOP) che occupa il 4,3% del totale del valore aggiunto, sull'estrazione di legno e minerali non ferrosi, e spinge molto sul settore turistico e dei servizi in generale, mentre è poco sviluppato il settore manifatturiero ed energetico. Ciononostante i territori sabini sono attraversati da innumerevoli corsi d'acqua che alimentano innumerevoli centrali idroelettriche (come quelle di Salisano, Posta, Cittaducale e Amatrice); al 2021 nel complesso il 75% dell'energia prodotta (approssimativamente 690 GWh annui) deriva da fonti rinnovabili. Il tasso di occupazione è al 58,8%, La disoccupazione è al 9,9%.

### Esplicative
1. ↑  Il confine tra la Sabina e il Cicolano non è mai stato del tutto univoco; oggi si tende ad includere nella Sabina l'intera Valle del Turano: seguendo questa linea, nel 1873 si scelse di aggiungere l'aggettivo "Sabino" alla denominazione ufficiale del comune di Varco, situato sui monti Carseolani, tra la Valle del Turano e la Valle del Salto.
2. ↑  L'area comprende:
  - i comuni di Fara in Sabina, Scandriglia, Castelnuovo di Farfa, Poggio Nativo, Toffia, Frasso Sabino, Casaprota, Mompeo, Montenero Sabino (area pressappoco coincidente con l'antico municipio di Cures);
  - i comuni di Leonessa, Amatrice, Borbona, Posta, Accumoli, Cittareale (area pressappoco coincidente con l'antico municipio di Forum Decii);
  - i comuni di Poggio Mirteto, Montopoli di Sabina, Magliano Sabina, Forano, Stimigliano, Cantalupo in Sabina, Collevecchio, Tarano, Poggio Catino, Casperia, Torri in Sabina, Selci, Montebuono, Monte San Giovanni in Sabina, Roccantica, Cottanello, Salisano, Montasola, Vacone (area pressappoco coincidente con l'antico municipio di Forum Novum);
  - i comuni di Rieti, Cittaducale, Contigliano, Cantalice, Antrodoco, Poggio Bustone, Greccio, Castel Sant'Angelo, Rivodutri, Borgo Velino, Belmonte in Sabina, Colli sul Velino, Labro, Morro Reatino, Micigliano (area pressappoco coincidente con il municipio romano di Reate);
  - i comuni di Poggio Moiano, Torricella in Sabina, Monteleone Sabino, Rocca Sinibalda, Longone Sabino, Poggio San Lorenzo, Orvinio, Colle di Tora, Pozzaglia Sabina, Castel di Tora, Ascrea, Paganico Sabino (area pressappoco coincidente con l'antico municipio di Trebula Mutuesca).

http://www.asciatopo.altervista.org/geo_samnium.html
3. ↑  In quest'area si produce l'olio extravergine di oliva della Sabina D.O.P.
4. ↑  Di seguito gli altri centri aborigeni elencati da Dionigi: Suna (forse nei pressi dell'odierna Toffia), Suesbola (forse presso Monte Calvo, nel comune di Scandriglia), Mefula (forse presso l'Abbazia di S. Martino, nel comune di Fara Sabina), Orvinium (localizzato nel territorio di Montopoli in Sabina e non nell'odierno comune di Orvinio), Trebula (la romana Trebula Mutuesca, presso l'odierno Monteleone Sabino), Tiora (Colle di Tora), Cutilia (presso Paterno di Castel Sant'Angelo), Marruvium (da non confondere con Marruvio dei Marsi), Batia (identificata nei pressi dell'attuale Vazia, comune di Rieti), Palatium (presso Belmonte in Sabina), Carsula (presso Rivodutri), Issa (ovvero Montisola, nel comune di Contigliano).
5. ↑  Segue un elenco di centri abitati sabini con tra parentesi la localizzazione: Eretum (Casacotta di Montelibretti, in precedenza erroneamente localizzato nel comune di Monterotondo); Regillum (Moricone); Casperia (forse nel territorio della moderna Casperia); Fanum Vacunae (Vacone), Aqua Viva (Acquaviva, Cottanello), Forum Iani (Forano), Reate (Rieti), Septem Aquae (Ponte Crispolti, Rivodutri), Forum Decii (Bacugno, Posta), Ad Martis (nel territorio di Amatrice lungo la via Salaria), Moronea (Montereale), Predii Cosani (Accumuli), Summa Villarum (Amatrice), Testruna (Scoppito), Lavaretum (Barete), Nursia (Norcia, l'antico centro arriverà ad estendersi per trentuno ettari) e Cursula (Cascia).
6. ↑  Ad Novas/Vicus Novus (Osteria Nuova, Poggio Moiano), Farfarus (Castelnuovo di Farfa), Interocrum/Interocrea (Antrodoco), le terme di Vespasiano (Caporio, Cittaducale), Foruli (Civitatomassa, Scoppito), Forum Novum (centro di commerci esteso su quattro ettari di terreno situato a Vescovio, Torri in Sabina)
7. ↑  la villa romana di Nerone a Nerola, villa di Grotte di Torri (Fara Sabina), villa di Monte Calvo (Scandriglia), villa di Scandillianus (Scandriglia), villa romana di Montelibretti, villa rustica di Mompeo, Catiliano (Frangellini, Magliano Sabina), villa di Colle Grignano (Montebuono), villa di Colle Rosetta (Foglia, Magliano Sabina), villa di Collesecco (Cottanello), villa di Fianello (Montebuono), villa di Fornaci (Forano), villa di Sabinianus (Gavignano, Forano), villa di Grottoni di S. Donato (Montebuono), villa di Paranzano (Casperia), villa di Poggio Sommavilla (Poggio Sommavilla, Collevecchio), villa di Ponti Novi / Tulliano (Magliano Sabina), villa di Santa Maria in Legarano (Casperia), villa di San Sebastiano (Foglia, Magliano Sabina), villa di San Valentino (Poggio Mirteto), villa di Santo Stefano (Vacone), villa di Tulliano (Selci), villa di Septimilianus (Stimigliano), villa romana di Poggio Catino, villa romana di Bocchignano, villa romana di Orvinio, villa di Quinto Assio (Colli sul Velino), villa di Ponte Capo D'Acqua (Rieti), Villa di Tito (Paterno, Castel Sant'Angelo), villa di Quintilianus (Contigliano), le ville di Collonere, Grotta di Cammaroni, Santo Stefano-Ponzano, Villa Bella.

### Fonti
1. ↑  Archivio Di Stato Di Rieti
2. ↑   [ Strada dell'Olio e dei Prodotti Tipici della Sabina ], su stradadelloliodellasabina.com. URL consultato il 3 giugno 2023.
3. ↑   archeologialazio.beniculturali.it,  http://archeologialazio.beniculturali.it/getFile.php?id=761.
4. ↑  Domenico De Sanctis, Dissertazione sopra la villa di Orazio Flacco, Roma, 1768, p. 37.
5. ↑   Ilary Sechi, La Sabina antica:storia e itinerari_TAV 3_estensione del territorio sabino (V-III secolo a.C.). URL consultato il 3 giugno 2023.
6. 1 2   Geo-storia amministrativa d'Italia :: Antonio Sciarretta's Toponymy, su asciatopo.altervista.org. URL consultato il 3 giugno 2023.
7. ↑   Sabina, Enciclopedia Treccani, su treccani.it.
8. 1 2   Sabina, su enciclopedia online Treccani. URL consultato il 22 marzo 2016.
9. ↑  Esempi di questo utilizzo del termine sono:

  -  «Uniamo le forze», in Il Tempo Rieti, 28 ottobre 2006. URL consultato il 19 giugno 2016 (archiviato dall'url originale l'11 agosto 2016).
  -  POLO DELLA LOGISTICA: NON PIANGE SOLO LA SABINA, MA TUTTA LA PROVINCIA DI RIETI, in Rieti in Vetrina, 16 giugno 2010. URL consultato il 19 giugno 2016.
10. ↑  Dionigi di Alicarnasso, Antichità romane, I 9.1
11. ↑  Dionigi di Alicarnasso, Antichità romane, I 14.1-6
12. ↑   IL TERRITORIO E LA SUA STORIA, su apt.rieti.it. URL consultato il 3 dicembre 2010 (archiviato dall'url originale il 14 marzo 2011).
13. ↑   Geo-storia amministrativa d'Italia: Samnium, su asciatopo.altervista.org.
14. 1 2   Archaeological Atlas of Antiquity, su vici.org.
15. 1 2   OmnesViae: Römischer Routenplaner, su omnesviae.org.
16. ↑   FORUM NOVUM, Enciclopedia Treccani, su treccani.it.
17. ↑   Topografia del Samnium, su asciatopo.altervista.org.
18. 1 2   ISTAT - valore aggiunto su base provinciale (rielaborazione dati), su dati.istat.it.
19. ↑   DOSSIER COMUNI RINNOVABILI LAZIO (PDF), su comunirinnovabili.it.
20. ↑   tasso di disoccupazione misurato su base comunale, su infodata.ilsole24ore.com.